# Новоаташево
Новоаташево (баш. Яңы Аташ) — деревня в Илишевском районе Башкортостана, входит в состав Сюльтинского сельсовета.

## Население
| 2002 | 2009 | 2010 |
| ---- | ---- | ---- |
| 98   | ↘72  | ↗79  |

Национальный состав
Согласно переписи 2002 года, преобладающая национальность — башкиры (96 %).

## Географическое положение
Расстояние до:
- районного центра (Верхнеяркеево): 24 км,
- центра сельсовета (Сюльтино): 4 км,
- ближайшей ж/д станции (Буздяк): 94 км.

## Известные уроженцы
- Бахтизин, Назиф Раянович (31 декабря 1927 — 21 октября 2007) — растениевод, член-корреспондент АН РБ.